# 塞氏凤头百灵
塞氏凤头百灵（学名：Galerida deva），是百灵科凤头百灵属的一种，为印度的特有种。该物种的保护状况被评为无危。
塞氏凤头百灵的平均体重约为20.0克。栖息地包括耕地和亚热带或热带的（低地）干燥疏灌丛。